# Sinibotia robusta
Sinibotia robusta és una espècie de peix de la família dels cobítids i de l'ordre dels cipriniformes.

## Morfologia
- El seu cos fa 18 cm de llargària màxima, és de color groguenc a daurat i presenta 6 franges verticals fosques als flancs, les quals són molt variables i es bifurquen en els seus extrems inferiors.
- Cap allargat i amb ratlles horitzontals, incloent-hi els ulls.
- Aletes pectorals de color groc translúcid.[7][8][9][10]

## Alimentació
Hom creu que en estat salvatge es nodreix d'insectes, crustacis i peixets.

## Hàbitat i distribució geogràfica
És un peix d'aigua dolça i salabrosa, demersal i de clima subtropical (18 °C-24 °C), el qual viu a la conca del riu Perla al sud-est de la Xina (Guangdong) i el nord del Vietnam (la província de Cao Bằng). Comparteix el seu hàbitat amb Tor brevifilis, Onychostoma ovale, Onychostoma lini, Onychostoma gerlachi, Cirrhinus molitorella, Luciocyprinus langsoni, Saurogobio dabryi, Cobitis sinensis, Parabotia fasciata, Sinibotia reevesae i Silurus asotus.

## Observacions
És inofensiu per als humans.